# Vaisi
Vaisi è un villaggio del comune di Lääne-Nigula, appartenente alla contea di Läänemaa, nell'Estonia occidentale.
Prima della riforma amministrativa del 2017, il villaggio apparteneva al comune di Nõva.
Il villaggio viene menzionato come Waisoe nel 1402 e Waise nel 1615. Le mappe del XVIII secolo usano la forma Waisi. Nel 1402 la proprietà del villaggio passò dall'abbazia di Lihula a quella di Padise.
Nei pressi di Vaisi si trova il lago Tamre, sede dell'omonimo villaggio secondo una mappa compilata dal conte Ludwig August Mellin nel XVIII secolo.
Secondo il censimento del 2011, la popolazione era di 35 abitanti. Il villaggio possiede una fermata dell'autobus.